# Cajundome
Der Cajundome ist eine Multifunktionsarena in der US-amerikanischen Stadt Lafayette im südlichen Bundesstaat Louisiana. Der Bau wurde 1985 eröffnet und ist hauptsächlich für College-Sport und Profi-Eishockey genutzt wird. Sie bietet je nach Konfiguration für 4.500 bis 13.500 Besucher Platz.

## Geschichte und Nutzung
Der Bauarbeiten an der mit einer Kuppel überspannten Arena fanden während der Amtszeit von Bürgermeister William Dudley Lastrapes Jr. statt und kosteten rund 64 Millionen US-Dollar. Die University of Louisiana at Lafayette steuerte 50 Mio. US-Dollar und das Grundstück bei. Der Rest der Summe übernahm die Stadt Lafayette. Am 10. November 1985 wurde der Cajundome schließlich offiziell eröffnet. Das erste Konzert gab der Country-Sänger Kenny Rogers vor 13.500 Zuschauern auf. Es ist bis heute der Besucherrekord der Halle. Seit dieser Zeit tragen die Louisiana–Lafayette Ragin' Cajuns, das Basketballteam der University of Louisiana at Lafayette ihre Heimspiele im Spielbetrieb der National Collegiate Athletic Association (NCAA) in der Arena aus. Außerdem findet jährlich die Louisiana-High-School-Basketball-Staatsmeisterschaft im Stadion statt. Die höchste Zuschauerzahl bei einem Basketballspiel der Ragin' Cajuns kam am 16. Dezember 1992 in die Halle. Die Partie gegen die Loyola Marymount Lions (87:73) sahen 11.479 Besucher.
Von 1995 bis 2005 war der Cajundome zudem Heimstätte des inzwischen aufgelösten Eishockey-Franchise Louisiana IceGators aus der ECHL. In dieser Zeit erhielt die Arena den Beinamen The Frozen Swamp (deutsch Der gefrorene Sumpf). Von 2010 bis 2016 spielte mit einem gleichnamigen Team aus der Southern Professional Hockey League wieder eine Eishockeymannschaft im Cajundome. Außerdem wurden 1998, 1999, und 2007 die Meisterschaften der NCAA Sun Belt Conference ausgetragen. Für jeweils ein Jahr waren die Lafayette SwampCats aus der Eastern Indoor Soccer League (1997) sowie die Lafayette Roughnecks aus der arenafootball2 (2001) im Cajundome beheimatet.
Am 30. April 2002 wurde das neue Kongresszentrum in der direkten Nachbarschaft der Arena eingeweiht. Der Anbau für 16,7 Mio. US-Dollar fügt eine 3.465 m² große Ausstellungshalle sowie Konferenzflächen von einer Gesamtgröße von 3.687 m² zu den 3.716 m² des Cajundome hinzu.
Der Dome diente Ende 2005 für 58 Tage als Notunterkunft für Opfer der Hurrikans Katrina und Rita. Insgesamt wurden dort über die Zeit 18.500 Menschen untergebracht. Die medizinische Versorgung fand im Kongresszentrum statt.
Für die Saison 2007/08 erhielt die Halle ein neues Basketballspielfeld. Zur darauf folgenden Spielzeit wurde die Anzeigetafel und die Beschallungsanlage erneuert.
Außerdem fanden im Cajundome verschiedene Konzerte und andere Veranstaltungen, beispielsweise der World Wrestling Entertainment (WWE), statt.